# پرز پایا
پرز پایا (انگلیسی: Pérez Payá؛ زادهٔ ۲۸ مارس ۱۹۲۸) بازیکن فوتبال اهل اسپانیا است.
از باشگاه‌هایی که در آن بازی کرده‌است می‌توان به باشگاه فوتبال رئال مادرید، باشگاه فوتبال اتلتیکو مادرید، و باشگاه فوتبال رئال سوسیداد اشاره کرد.
وی همچنین در تیم ملی فوتبال اسپانیا بازی کرده‌است.